# Rue Fabert (Paris)
Pour les articles homonymes, voir Rue Fabert.
La rue Fabert est une rue du 7e arrondissement de Paris.

## Situation et accès
Longue de 460 m, elle débute au 32, quai d’Orsay et se termine au 146, rue de Grenelle. Elle longe l’esplanade des Invalides sur son côté ouest. Elle est en sens unique dans le sens nord-sud. 
Le quartier est desservi par les lignes 8 et 13 aux stations La Tour-Maubourg et Invalides. La gare des Invalides de la ligne C se situe à proximité de la partie nord de la rue.

## Origine du nom

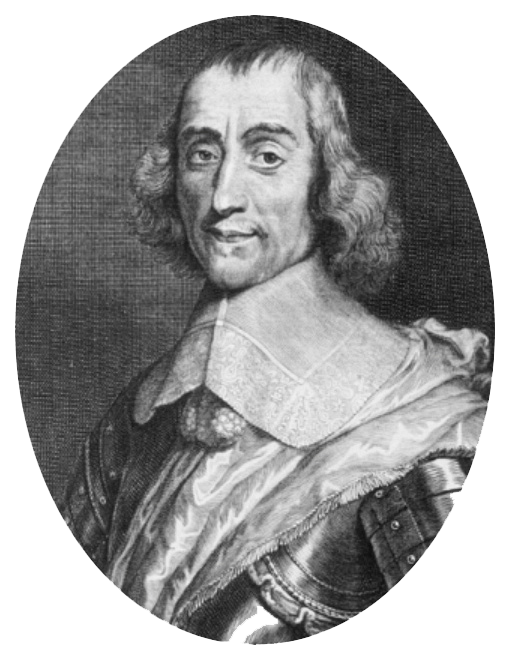
Abraham Fabert.

Cette voie honore Abraham Fabert (1599-1662), maréchal de France.

## Historique
La rue Fabert apparaît sur le grand plan de Paris (1796) d'Edme Verniquet, mais sans dénomination. Elle est ouverte en 1804 à la suite de l’aménagement de l’esplanade des Invalides réalisé entre 1804 et 1807. En 1806, elle est baptisée « rue d'Austerlitz » (à ne pas confondre avec les petite et grande rues d'Austerlitz dans le 13e arrondissement ou l'actuelle rue d'Austerlitz dans le 12e arrondissement).
Cette voie proche de l’hôtel des Invalides a reçu son nom actuel par décret du 24 août 1864.
En janvier 1910, la rue est touchée par la crue de la Seine. Le musée Carnavalet en conserve une photo, prise à l’angle de la rue Saint-Dominique, montrant un officier et son épouse quittant leur appartement de l'Esplanade des Invalides, portés par leurs domestiques qui ont de l'eau jusqu'aux chevilles.

## Bâtiments remarquables et lieux de mémoire
- La place de Finlande, à son extrémité nord, près du quai d'Orsay, en bord de Seine.
- No 4 : ancien hôtel particulier dont la date de construction n’est pas connue, surélevé de 5 étages en 1934[4]. La plus ancienne mention, dans la presse, du 4, rue Fabert remonte à 1872 : c’est alors l’adresse de la vicomtesse A. de Chézelles[5]. En 1893, une main humaine enfermée dans un petit panier en osier est découverte devant l’entrée de l’hôtel ; après enquête, il s’avère que cette main appartient à une momie égyptienne et qu’elle a été rapportée quarante ans plus tôt par le comte de la Panouse dont le fils habite alors les lieux[6]. En 1938, un vol à la Arsène Lupin est commis dans un appartement situé au 6e étage du bâtiment ; sans violence, sans effraction, sans intrusion apparentes, des bijoux, pour une valeur de deux millions de francs, sont dérobés dans le coffre d’une riche étrangère[7]. Plusieurs familles d’origine noble ont habité l’hôtel : la comtesse de Bryas, née de Vogüé, y est décédée en 1908[8], le comte de Bryas en 1915[9], le comte de La Riboisière en 1931[10]... Au début des années 1930, la vicomtesse Benoist d’Azy y organise des « rallyes-cocktails » destinés à lever des fonds pour la distribution de repas gratuits, servis tous les jours sur place, aux femmes chômeuses de la classe moyenne[11]. Plus récemment, le couturier Hubert de Givenchy (1927-2018) a habité l’immeuble[12],[13]. Le 4, rue Fabert est aujourd’hui une copropriété.
- No 6 : hôtel d'Haussonville, partiellement surélevé en 1894 par l'architecte Louis Parent pour le vicomte de Chézelles[14] ; abrite, depuis 1949, les locaux de l'ambassade d'Autriche en France.
- No 18 : restaurant Le Divellec ; c’est au sortir de cet établissement, en novembre 1994, que Mazarine, alors inconnue, est pour la première fois photographiée aux côtés de son père, François Mitterrand ; cette photo, publiée en première page de Paris Match, révèle son existence au grand public[15].
- No 26 : immeuble de 1912 ; architecte et maître d’œuvre : Charles Duval, Emmanuel Gonse[16].
- No 38 bis  : immeuble de 1902 réalisé par l’architecte Maurice Hodanger, lauréat en 1904 du concours de façades de la ville de Paris. En 1907, la chancellerie de la légation de Norvège y est installée[17].
- No 40 ter : on peut lire au-dessus de la porte l’inscription « MELLERIO FUMISTE », signalant qu’à cet endroit se trouvait une « fumisterie », entreprise gérée par des émigrés italiens dont l’activité consistait à empêcher les cheminées de fumer[18].
- No 50 : emplacement de l'agence Grande photographie des enfants de France, 1890[19].

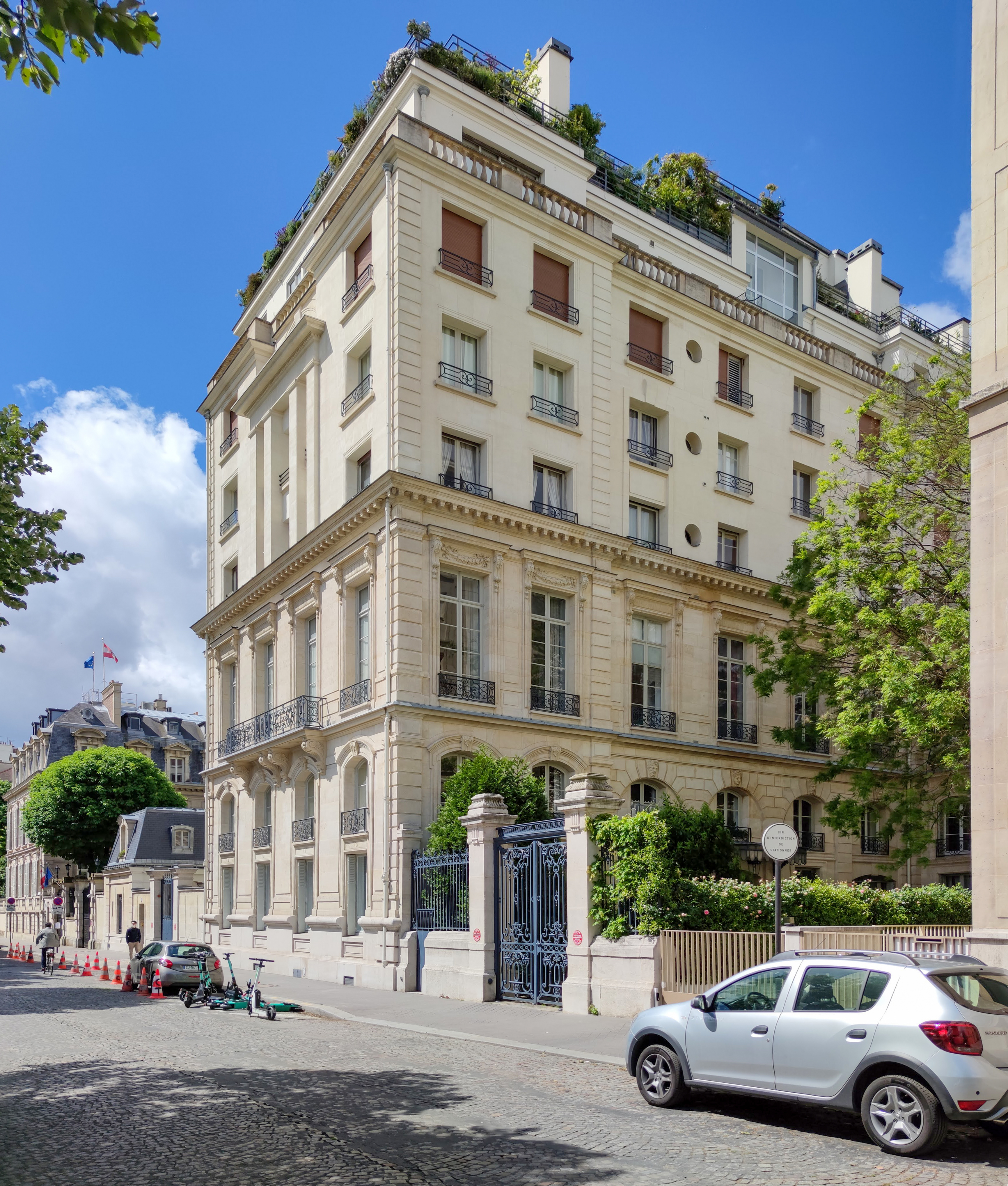
No 4.
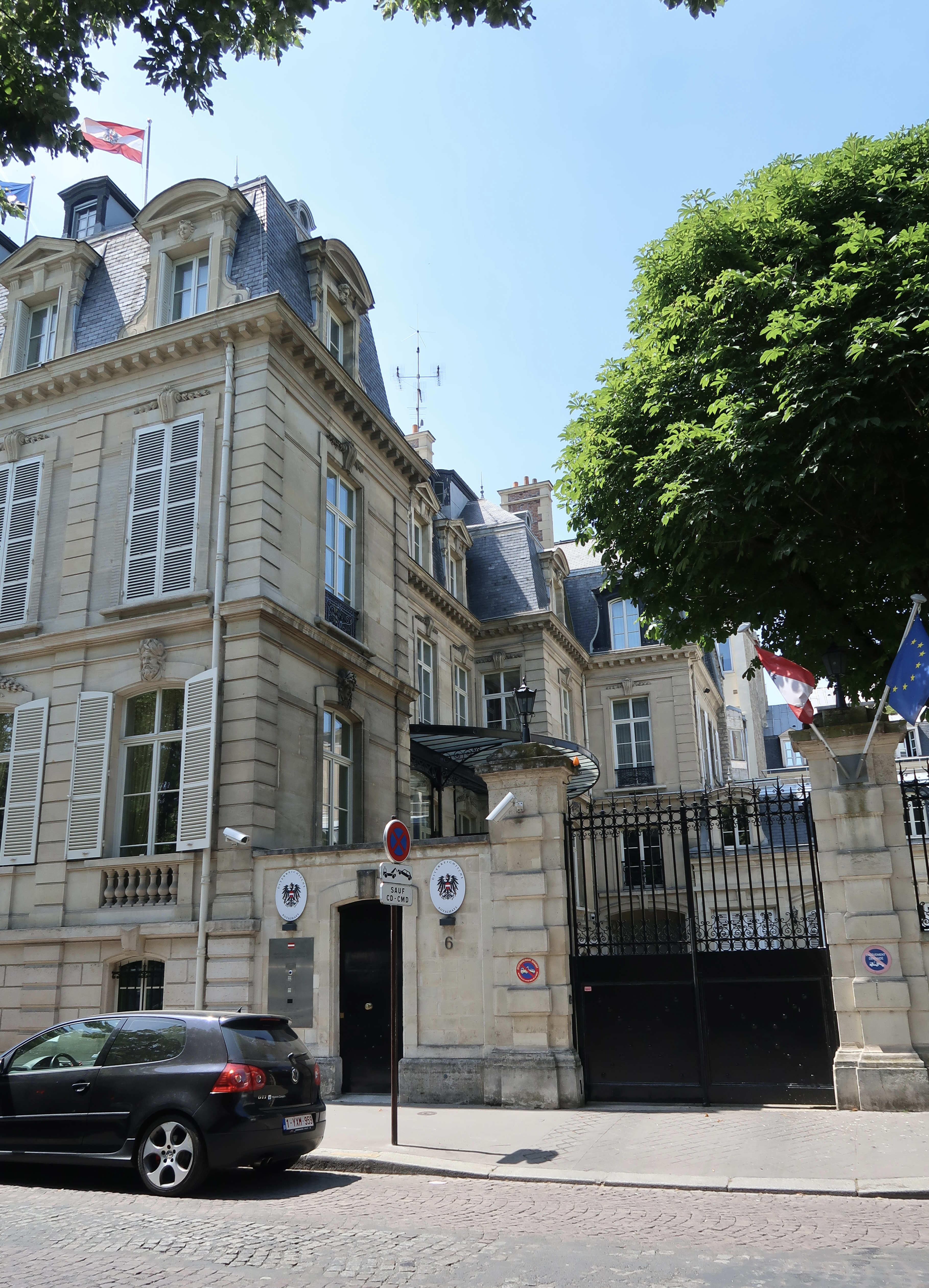
No 6 : hôtel d'Haussonville ; actuelle ambassade d'Autriche en France.
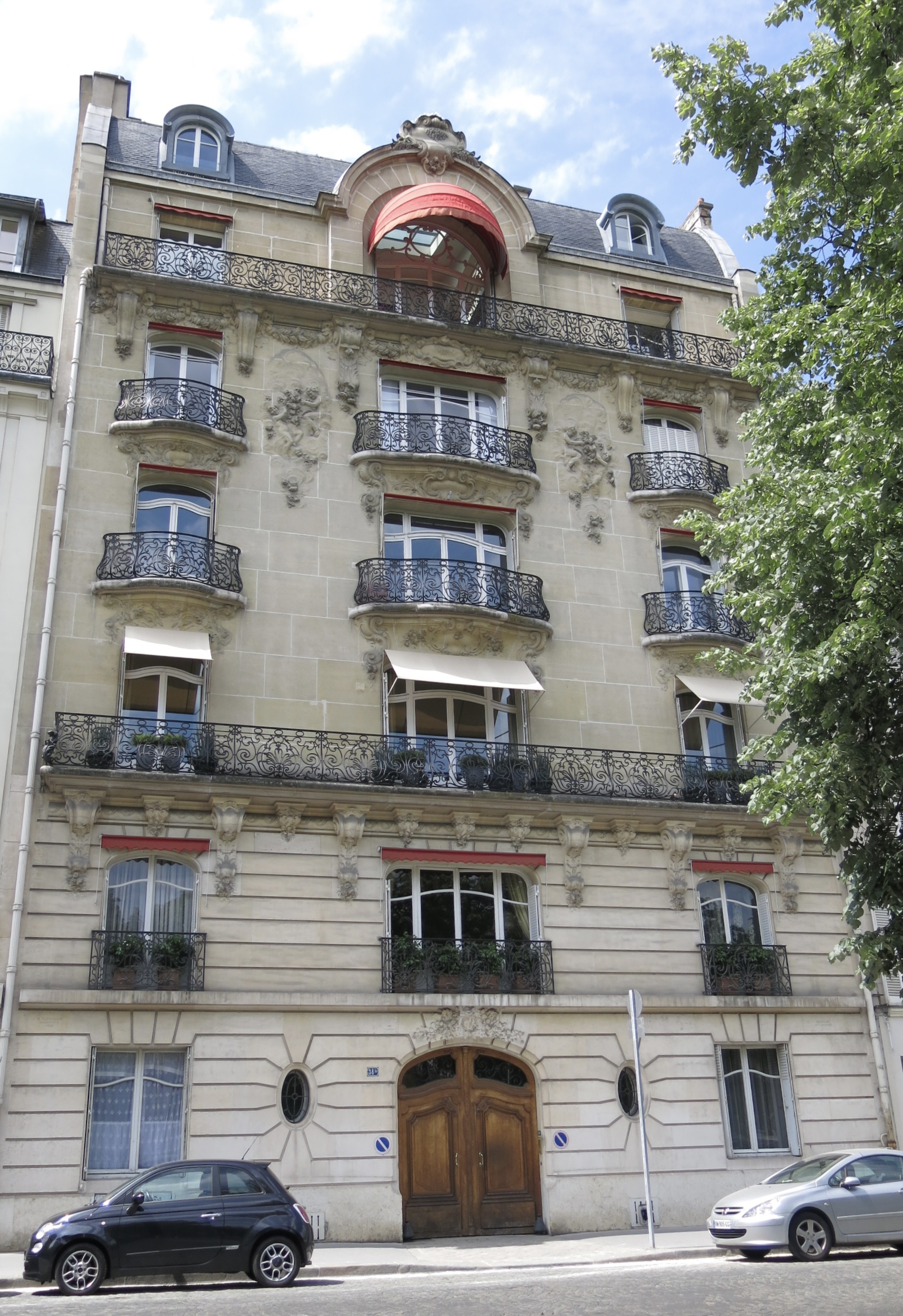
No 38 bis.
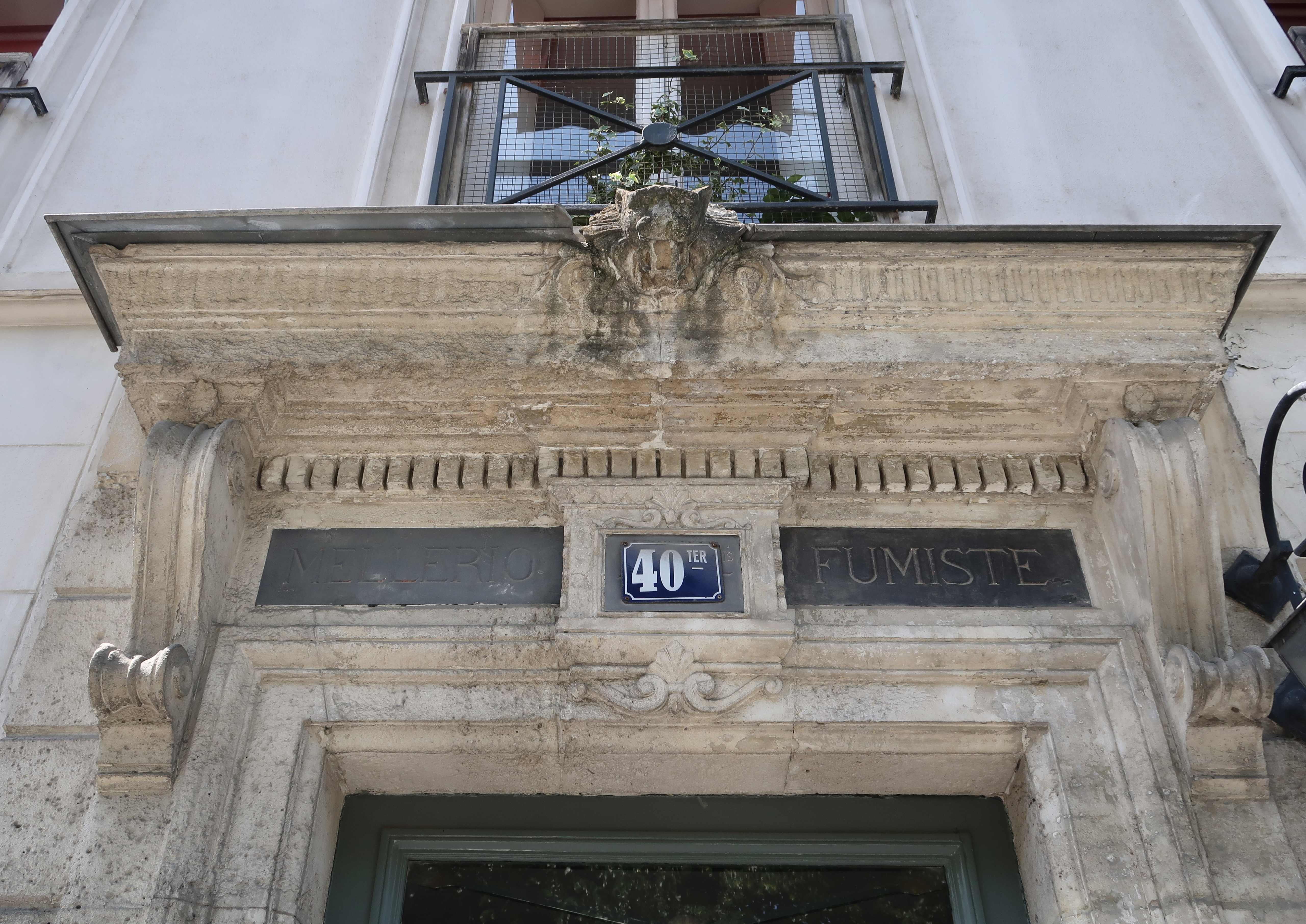
No 40 ter : « MELLERIO FUMISTE ».
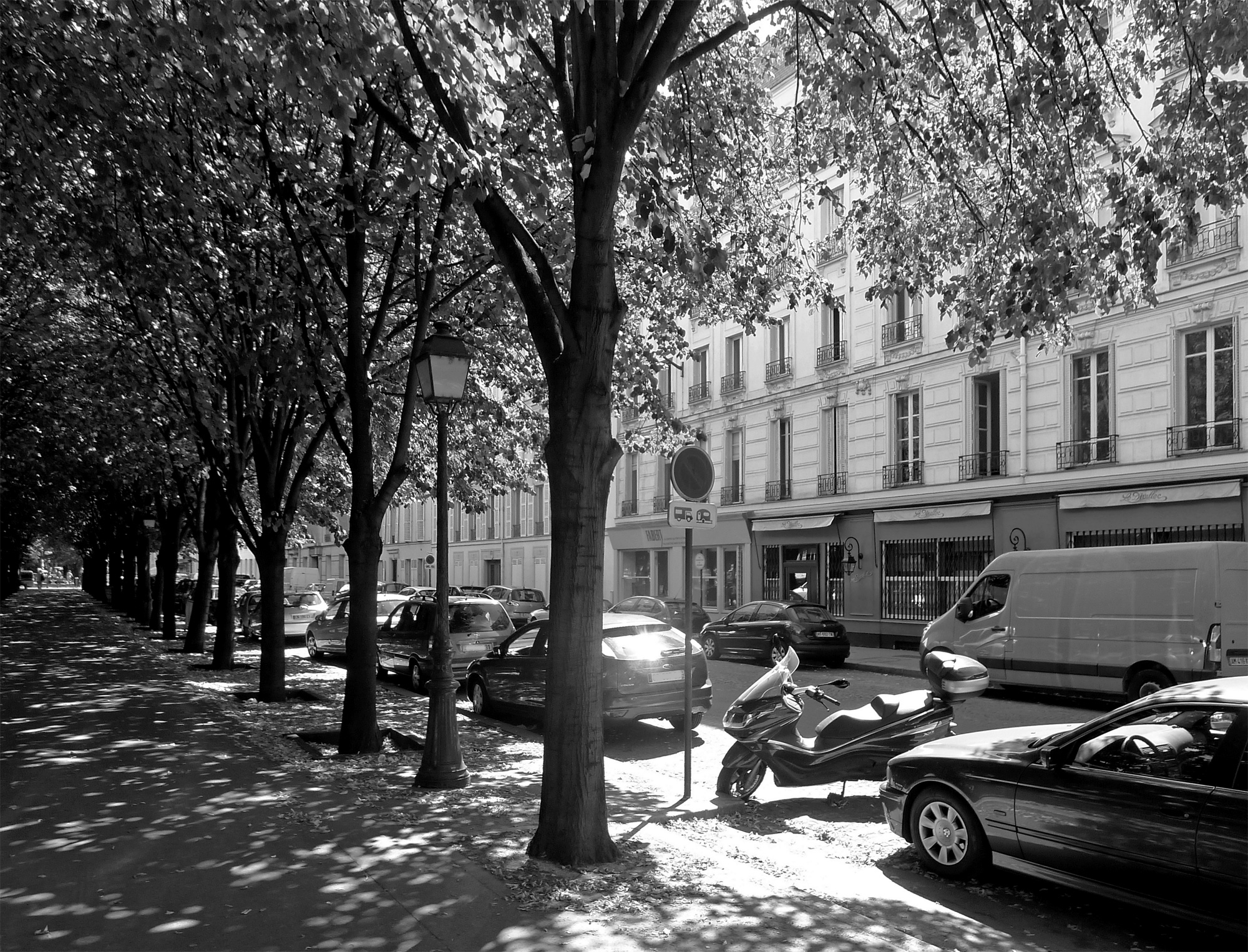
La rue longe l'esplanade des Invalides.